# Малките титани (сериал)
„Малките титани“ (на английски: Teen Titans) е американски анимационен сериал по идея на Сам Реджистър и Глен Мураками, адаптиран за телевизията от Дейвид Слак и продуциран от Warner Bros. Animation. Сериалът дебютира на 19 юли 2003 г. и след пет сезона с общо 65 епизода приключва излъчването си на 16 януари 2006 г. На 8 юни 2012 г. е обявено, че сериалът ще бъде подновен под заглавието „Малки титани: В готовност!“.

## Възприемане
През януари 2009 г. IGN поставя „Малките титани“ на 83-то място в Топ 100 за 100-те най-добри анимационни шоута.

## Издания на DVD
| Име на DVD                                  | Дата на излизане в САЩ | Епизоди |
| ------------------------------------------- | ---------------------- | ------- |
| Първи сезон (The Complete First Season)     | 7 февруари 2006 г.     | 13      |
| Втори сезон (The Complete Second Season)    | 12 септември 2006 г.   | 13      |
| Трети сезон (The Complete Third Season)     | 10 април 2007 г.       | 13      |
| Четвърти сезон (The Complete Fourth Season) | 20 ноември 2007 г.     | 13      |
| Пети сезон (The Complete Fifth Season)      | 8 юли 2008 г.          | 13      |

## „Малките титани“ в България
В България сериалът започва излъчване по Нова телевизия на 6 април 2008 г., всяка събота и неделя от 08:00 по програма, но в действителност от 07:50, като се излъчват по две серии дневно. Веднага след края на първи сезон на 27 април, започва втори сезон и завършва на 24 май. Заради промени в програмата, в последните две съботи са излъчени по един епизод от 08:30. На 10 септември започва повторно излъчване от първи сезон, като първи епизод е излъчен от 06:30, а разписанието му е всеки делничен ден по два епизода от 06:00. На 29 септември повторенията завършват с края на втори сезон, като след него от 06:30 в същия ден започва трети сезон с разписание всеки делник от 06:00, по два епизода, както при повторенията. Той приключва на 7 октомври, а на 8 октомври започва четвърти и завършва на 16 октомври. На 29 декември, 30 декември 2008 и 1 януари 2009 г. от 09:00 са повторени първите шест епизода на трети сезон, а останалите епизоди започват на 15 януари от 06:30, всеки делник от 06:00, като са последвани от тези на четвърти и приключват на 29 януари. Пети сезон започва на 21 февруари с разписание всяка събота и неделя от 08:30 и завършва на 4 април. Ролите се озвучават от артистите Вилма Карталска, Нина Гавазова, Тодор Николов, Камен Асенов и Симеон Владов.
На 25 февруари 2010 г. по Диема Фемили започват повторенията на пети сезон, всеки делничен ден от 06:00.
На 2 април 2010 г. започва повторно излъчване по PRO.BG от седми епизод, разписанието е всяка събота и неделя по два епизода и приключва на 5 юни. На 11 януари започва наново от първи епизод от 07:30 с разписание от следващия ден от 07:00 по два епизода. Дублажът е на студио Имидж Продакшън. Ролите се озвучават от артистите Петя Миладинова, Яна Атанасова, Тодор Георгиев и Станислав Пищалов.
На 30 януари 2013 г. започва повторно пети сезон по bTV Action от 07:10 с разписание всеки делник от 06:45 по три повторения и три премиерни епизода. Дублажът е с оригиналния състав и единствено Тодор Николов е заместен от Стефан Сърчаджиев – Съра.